# Simone Regina Adams
Simone Regina Adams (* 1967 in Merzig (Saarland)) ist eine deutsche Psychotherapeutin, Kunsttherapeutin und Schriftstellerin.

## Leben

### Ausbildung
Adams schloss ihr Psychologiestudium 1995 als Diplompsychologin ab. 2000 wurde sie als psychologische Psychotherapeutin approbiert. 2004 erfolgte die Graduierung zur Kunsttherapeutin durch die Deutsche Gesellschaft für künstlerische Therapieformen (DGKT). Von 2005 bis 2008 folgte eine Ausbildung in Bioenergetischer Analyse und Therapie bei der Schweizerischen Gesellschaft für Bioenergetische Analyse und Therapie (SGBAT). Im Weiteren machte sie verschiedene Zusatzausbildungen wie Psychologische Traumatherapie, Kunsttherapie oder Klientenzentrierte Gesprächsführung nach Carl Rogers. Bis heute nimmt sie an Weiterbildungen wie etwa bei Hunter Beaumont teil.

### Psychotherapeutin
Von 1995 bis 1997 arbeitete Adams als Psychotherapeutin in einer Onkologischen Fachklinik. 1998 eröffnete sie eine eigene Praxis für Psychotherapie in Freiburg, die sie von 2006 bis 2010 in die Schweiz verlegte. Danach führte sie die Praxis wieder in Freiburg.
Von 2002 bis 2009 hatte sie einen Lehrauftrag an der Katholischen Hochschule Freiburg am Institut für Angewandte Forschung, Entwicklung und Weiterbildung (IAF).

### Schriftstellerin
2006 veröffentlichte Adams ihren ersten literarischen Text in einer Anthologie mit Hilfe des Förderkreises Deutscher Schriftsteller in Baden-Württemberg. 2008 erschien ihr erster Roman. 2010 begann sie an der Fernuniversität Hagen Literaturwissenschaft zu studieren. 2014 bekam sie ein dreimonatiges Stipendium im Stuttgarter Schriftstellerhaus. Weitere Romane folgten bis 2018.
Neben Therapiepraxis, Autorentum und Studium lehrt Adams in Bildungseinrichtungen zum Thema Schreiben und Literatur. Sie gab sie Kurse an der Volkshochschule Freiburg als auch im Stuttgarter Schriftstellerhaus.

### Rezensionen
Zur Novelle Flugfedern schrieb die Frankfurter Rundschau: "Flugfedern ist eine kunstvoll komponierte, auch fein geschriebene Novelle, die ihren Blickwinkel allerdings etwas einseitig justiert." Die Autorin lasse der Frau in der gescheiterten Paarbeziehung mehr durchgehen als dem Mann. Auch die Interferenz zwischen dem Therapeuten- und dem Autorenberuf der Autorin wird ausgeleuchtet. In dem Text geht es um Vergewaltigung, Familiengeschichte und die möglichen Auswirkungen auf Paarbeziehungen. Die Badische Zeitung betonte den Einfluss der Zeitgeschichte (Kriegsgeschichte) auf die Familien. In ihrem Literaturblog meinte Sabine Ibing "Eine große Geschichte, klein verpackt, die Filetstücke seziert und zusammengesetzt hat Simone Regina Adams durch ein feinfühliges Gespür für Menschen hier in einer Novelle letztendlich einen ganzen Roman verpackt. Eine Geschichte, die berührt, bei der sprachlich jedes Wort sitzt." Oliver Bruskolini bewertete: "Mit Flugfedern unterstreicht die Autorin, aufgrund welcher Qualität sie mehrere begehrte Stipendien erhalten konnte. Die Novelle ist flüssig zu lesen, aber nicht leicht zu verdauen. Sie gleicht einem Strudel, der an der Wasseroberfläche in seichten Bewegungen kreist, aber schneller und mitreißender wird, je tiefer man darin versinkt."
Ihr Roman Die Halbruhigen wurde in Zeit Online mit folgendem Fazit besprochen: „Ein Roman wie ein Therapiebericht“. Das Neue Deutschland vergibt "großes Lob für die Autorin [...], die es auf Literatur und nicht nur auf Unterhaltung angelegt hat". Die Saarbrücker Zeitung lobt unumwunden: "Das Buch ist glänzend geschrieben (...) Adams (...) zeichnet überzeugende Charaktere und komponiert eine spannende Handlung."

## Veröffentlichungen

### Bücher
- Nashornvögel: Roman. Essencia-Verlag, Schwetzingen 2008, ISBN 978-3-86879-001-6.
- Die Halbruhigen: Roman. Aufbau, Berlin 2013, ISBN 978-3-351-03525-9.
- Glück: Roman. Klöpfer & Meyer, Tübingen 2015, ISBN 978-3-86351-403-7.
- Flugfedern. Novelle. Klöpfer & Meyer Verlag, Tübingen 2018, ISBN 978-3-86351-338-2.

### Erzählungen in Anthologien
- Ulrich Zimmermann, Matthias Ulrich für den Förderkreis Deutscher Schriftsteller in Baden-Württemberg. (Hrsg.): Bodenkunde. Anthologie unter Mitwirkung von Simone Regina Adams. Books on Demand GmbH, Norderstedt 2006, ISBN 3-8334-4964-0, S. 137.
- Renate Müller-Buck und Ulrich Zimmermann für den Förderkreis Deutscher Schriftsteller in Baden-Württemberg. (Hrsg.): Sonnenwirbel. Anthologie unter Mitwirkung von Simone Regina Adams. Drey-Verlag, Gutach 2008, ISBN 978-3-933765-40-6, S. 166.
- Aufbau-Verlag (Hrsg.): Aufbau Leseexemplar 4. Anthologie unter Mitwirkung von Simone Regina Adams. Aufbau, Berlin 2012, ISBN 978-3-8412-0603-9.
- Lisa-Marie Dickreiter für den Förderkreis Deutscher Schriftsteller in Baden-Württemberg e.V. (Hrsg.): Die Zähmung der Null. Anthologie unter Mitwirkung von Simone Regina Adams. Info-Verlag, Karlsruhe 2014, ISBN 978-3-88190-784-2, S. 168.

## Auszeichnungen
- 2006–2013: mehrfach Stipendiatin des Förderkreises deutscher Schriftsteller in Baden-Württemberg[3]
- 2011: Werner-Bräunig-Literaturpreis von textmanufaktur und Aufbau-Verlag[2]
- 2014: Präsenz-Stipendium im Stuttgarter Schriftstellerhaus[2]
- 2016: Stipendiatin und Koogschreiberin in Friedrichskoog an der Nordsee[2]